# Milan Indoor 1978
Il Milan Indoor 1978 è stato un torneo di tennis giocato sul sintetico indoor. È stata la 1ª edizione del Milan Indoor, che fa parte del Colgate-Palmolive Grand Prix 1978. Si è giocato a Milano in Italia, dal 27 marzo al 2 aprile 1978.

## Campioni

### Singolare
Björn Borg ha battuto in finale  Vitas Gerulaitis con il punteggio di 6–3, 6–3

### Doppio
José Higueras /  Víctor Pecci hanno battuto in finale  Wojciech Fibak /  Raúl Ramírez con il punteggio di 5–7, 7–6, 7–6